# Kościół w Bursie
Kościół w Bursie – świątynia należąca do diecezji Visby Kościoła Szwecji. Znajduje się w południowo-wschodniej części Gotlandii.

## Architektura
Kościół w Bursie został wzniesiony z wapienia. Jego najstarszą częścią jest nawa, datowana na początek XIII wieku. Masywna wieża powstała w połowie tego samego stulecia, natomiast nieproporcjonalnie duże gotyckie prezbiterium dostawiono 100 lat później, zastępując tym samym wcześniejsze, romańskie prezbiterium z absydą.
Portal w prezbiterium jest bogato zdobiony. Znajdują się w nim gotyckie rzeźby przedstawiające błogosławiącego Chrystusa, apostołów i świętych. We fryzie widnieje ewangeliczna przypowieść o dziesięciu pannach. Prezbiterium wraz z portalem zostały zbudowane prawdopodobnie przez warsztat Egypticus.
Kościół przechodził renowację w latach 1960–1964.

## Wnętrze

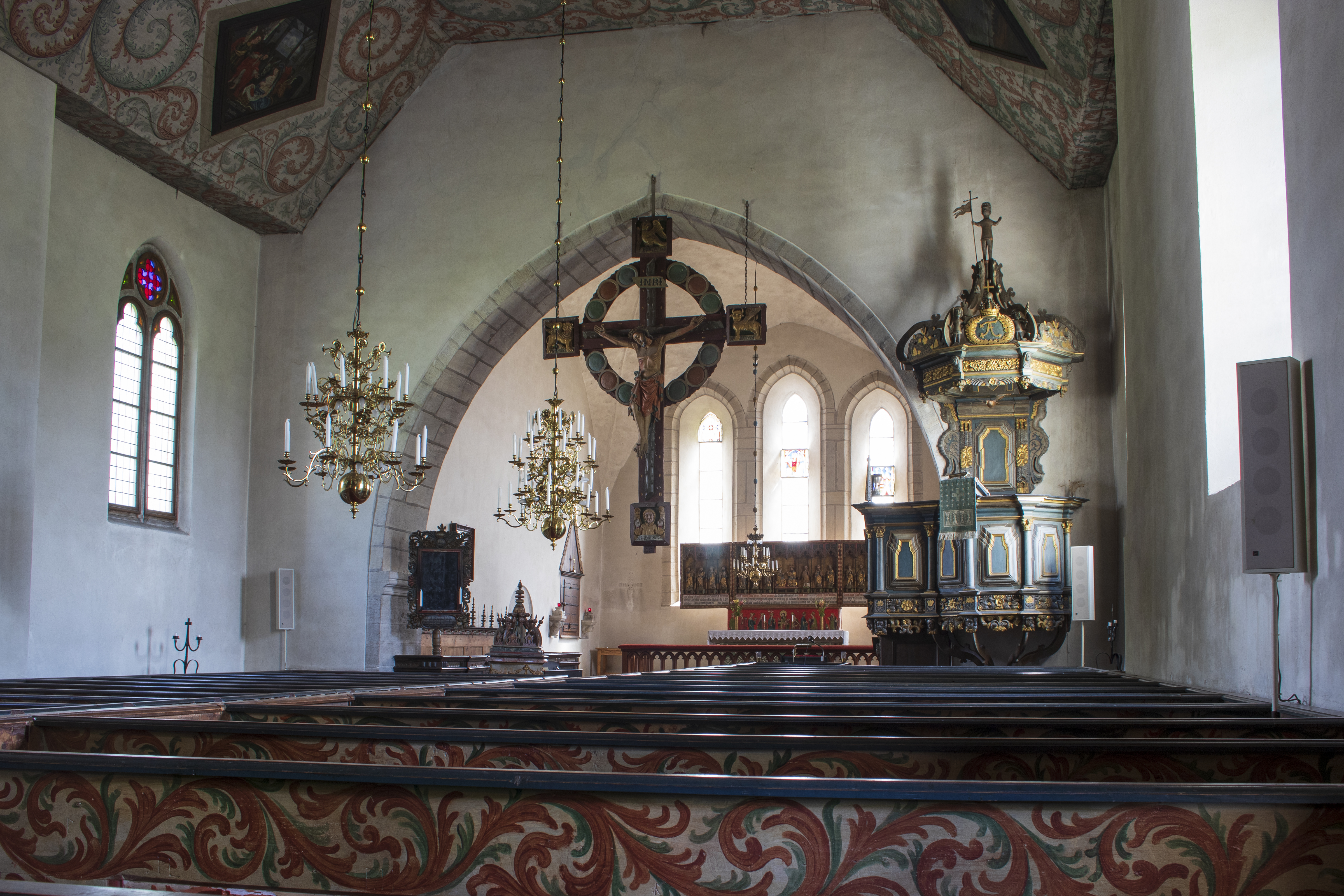
Wnętrze

Z wyposażenia wnętrza na uwagę zasługuje ołtarz wykonany w pierwszej połowie XV wieku w Lubece albo gdzieś indziej w północnych Niemczech. Znajduje się tu także XIII-wieczny krzyż triumfalny oraz fragmenty średniowiecznych witraży. Pozostałe elementy wyposażenia są późniejsze i pochodzą z XVII i XVIII wieku: chrzcielnica z 1683 roku czy ambona z 1756 roku.